# Roberto Malone
Roberto Malone, född 31 oktober 1956 i Turin, Italien, är artistnamnet på en italiensk porrskådespelare. Förutom pornografiska filmer har han också gjort en mindre roll i Catherine Breillats film Romance.[källa behövs]

## Utmärkelser
- 2004 European X Award – Bästa manliga skådespelare[3]
- 2005 Ninfa för bästa manliga skådespelare vid Barcelona International Erotic Film Festival for Sex mistere[4]
- 2008 Ninfa – Special Award Jury[5]